# Profana (álbum)
Profana é o 19° álbum de Gal Costa. Marca sua volta à RCA (Sony Music), gravadora para a qual migrou depois de passar 16 anos na Philips.
A música Chuva de Prata teve participação especial do grupo Roupa Nova.
Segundo o Correio Braziliense o álbum vendeu 400 mil cópias em dois meses de lançamento.

## Faixas
Lado 1
1. "Vaca Profana" (Caetano Veloso) 4:40
2. "Ave Nossa" (Moraes Moreira - Beu Machado) 3:30
3. "Nada Mais" ("Lately") (Stevie Wonder - versão de Ronaldo Bastos) 4:17
4. "Atrás da Luminosidade" (Luiz Carlos Sá - Teca Calazans) 2:30
5. "De Volta ao Começo" (Gonzaga Jr) 5:07

Lado 2
1. "Onde Está o Dinheiro?" (José Maria de Abreu - Francisco Mattoso - Paulo Barbosa) 2:25
2. "Chuva de Prata" - Participação Especial Roupa Nova (Ed Wilson - Ronaldo Bastos) 3:07
3. "Cabeça Feita (Jackson do Pandeiro - Sebastião Batista da Silva) 5:40
  - "Tililingo" (Almira Castilho)
  - "Tem Pouca Diferença" (Durval Vieira)
4. "Topázio" (Djavan) 4:13
5. "O Revólver do meu Sonho" (Waly Salomão - Roberto Frejat - Gilberto Gil) 4:19

## Músicos
- Gal Costa — vocal, teclados em "Nada Mais"

## Presença em trilhas de novelas
Do álbum "Profana", duas canções foram incluídas em trilhas sonoras de novelas, ambas exibidas pela TV Globo. A primeira foi a canção "Nada Mais", incluída na trilha da novela "Corpo a Corpo", exibida entre 1984/1985. Na trama de Gilberto Braga a canção foi tema da personagem "Tereza", de Gloria Menezes. A outra foi "Chuva de Prata", incluída em 1985 na trilha sonora da novela "Um Sonho a Mais", escrita por Daniel Mas. Na trama a música foi tema da personagem "Valéria" de Maitê Proença.